# 비참의
비참의(일본어: 非参議 히산기[*])란 일본사에서 다음의 의미를 가진다.
1. 종삼위 이상의 벼슬아치(공경)으로서 참의로 임관하지 않은 자. 이 경우가 가장 일반적인 "비참의"를 가리킨다.
2. 사위로서 한 번 참의를 맡았다가 퇴직한 자. 이 경우에는 전참의(前参議)라고도 부른다.
3. 사위로서 참의가 될 자격을 가진 자. 즉 참의 후보자.

세 번째 의미인 참의 후보자에 해당할 수 있는 벼슬은 다음과 같은 것들이 있다.
- 장림두 - 장림소의 장관.
- 좌대변 - 태정관의 판관.
- 우대변 - 태정관의 판관. 변관이 장림두를 겸할 경우 두변이라고 한다.
- 좌근위중장 - 좌근위부의 차관.
- 우근위중장 - 우근위부의 차관. 근위중장이 장림두를 겸할 경우 두중장이라고 한다.
- 좌위문독 - 좌위문부의 장관.
- 우위문독 - 우위문부의 장관.
- 좌병위독 - 좌병위부의 장관.
- 우병위독 - 우병위부의 장관.
- 식부대보 - 식부성의 차관은로서 천황의 시독을 맡은 자
- 좌중변 - 태정관의 판관.
- 국사 - 5개 율령국을 무사히 역임한 자